# Pier Silvio Berlusconi
Pier Silvio Berlusconi (Milán, 28 de abril de 1969) es un empresario italiano.
Hijo de Silvio Berlusconi, es accionista de Fininvest, el holding de la familia Berlusconi que controla el Grupo Mediaset (desde 2021 MFE-MediaForEurope) del que es vicepresidente ejecutivo y consejero delegado. También es presidente y consejero delegado de RTI, la empresa italiana que ejerce todas las actividades televisivas del grupo Mediaset. Es miembro de los consejos de administración de MFE-MediaForEurope, Mediaset España, Mondadori y Publitalia.

## Biografía
Pier Silvio es el segundo hijo de Silvio Berlusconi y su primera esposa Carla Dall'Oglio (1940). Es hermano de Marina; luego tiene otros tres medios hermanos, Barbara, Eleonora y Luigi, hijos de la segunda esposa de Berlusconi, Veronica Lario. Sus abuelos paternos fueron Luigi Berlusconi (1908-1989) y Rosa Bossi (1911-2008), sus tíos paternos Maria Antonietta (1943-2009) y Paolo Berlusconi. En 1976, Pier Silvio se fue a vivir con toda su familia a España, tras supuestas amenazas de secuestro por parte de la mafia, que, según Silvio Berlusconi, tenía a Vittorio Mangano como su acompañante en Villa San Martino en Árcore.
Se graduó de la escuela secundaria clásica en Milán y luego se matriculó en la carrera de filosofía en la Universidad de Milán, pero no completó sus estudios.

### Carrera
Inició su experiencia profesional en 1992 en la comercialización de Publitalia, la agencia de publicidad del Grupo, y posteriormente en la cadena de televisión Italia 1. En noviembre de 1996 pasó a ser el responsable de coordinar los horarios y programas de las cadenas de Mediaset. En 1999 fue nombrado director general adjunto de Contenidos de RTI, empresa que desarrolla el negocio de televisión. Desde abril de 2000 es vicepresidente de Mediaset (ahora MFE), de la que también se convirtió en director general en 2015.

### En MFE - MediaForEurope
Durante su mandato, el 8 de abril de 2016, firmó un acuerdo con Vivendi para el desarrollo de nuevos proyectos y un canje a partes iguales entre las sociedades matrices del 3,5%. Los proyectos se refieren a la creación de una especialidad europea para la creación de contenidos a escala internacional potenciada por la distribución en las cadenas de televisión de los dos grupos en Italia, Francia y España; una plataforma paneuropea de streaming de contenidos bajo demanda y la entrada de Mediaset Premium en una gran red internacional de televisión de pago. Posteriormente, en julio de 2017, Vivendi anunció su voluntad de modificar el acuerdo, petición que Mediaset rechazó y que dio lugar a un litigio entre ambas empresas que no acabará hasta el 3 de mayo de 2021 con un nuevo acuerdo.
En 2019 lidera el grupo para adquirir acciones de ProSiebenSat.1, el segundo grupo europeo de radio y televisión por número de familias alcanzadas, con una participación del 9,6%. Las compras posteriores llevan a Mediaset a poseer el 25,01%, convirtiéndose así en el primer accionista en 2022.
El 1 de octubre de 2021, a propuesta de Pier Silvio Berlusconi, el Consejo de Mediaset anuncia que propondrá a la Junta General de Accionistas el cambio de denominación social a MFE-MediaForEurope. El 25 de noviembre de 2021, la Asamblea aprueba el proyecto.

## Vida personal
De la relación con la modelo Emanuela Mussida nació en 1990 Lucrezia Vittoria Berlusconi quien en 2021 lo convirtió en abuelo a los 52 años.
Desde 2002 mantiene una relación con la presentadora de televisión Silvia Toffanin, con quien tuvo a su hijo Lorenzo Mattia el 10 de junio de 2010 y a su hija Sofia Valentina el 10 de septiembre de 2015.
La familia vive habitualmente en una residencia en el pueblo de Paraggi, adyacente al municipio de Portofino que, el 20 de octubre de 2019, confirió el título de ciudadano de honor a Pier Silvio Berlusconi.

## Procedimientos judiciales
Pier Silvio Berlusconi, junto a su hermana Marina, ha sido inscrito en el registro de sospechosos en el juicio de Mediaset sobre la venta de derechos televisivos por blanqueo de capitales. Sus cargos fueron destituidos e impugnados en un proceso separado del juicio principal, en el que el padre Silvio Berlusconi fue condenado en apelación a 4 años de prisión y 5 años de inhabilitación para el ejercicio de cargos públicos. Sus cargos fueron archivados, a pedido del fiscal, por el juez para la audiencia preliminar de noviembre de 2006.
En 2010 fue acusado de fraude fiscal como parte de la investigación de Mediatrade-Rti. El 18 de octubre de 2011, el juez de instrucción de Milán procesó a Pier Silvio Berlusconi y Fedele Confalonieri y absolvió a Silvio Berlusconi por considerar insuficientes las pruebas contra este último.
Ya el 8 de julio Pier Silvio y Confalonieri fueron prescritos por los delitos de 2005 y absueltos por los de 2006, 2007 y 2008 porque el delito no constituía delito. El 18 de octubre de 2016, la Casación anuló sin dilación las condenas por defraudación fiscal de un año y dos meses de prisión dictadas en apelación en el juicio de Mediatrade. El 18 de octubre de 2016, la Casación anuló sin dilación las condenas por defraudación fiscal de un año y dos meses de prisión dictadas en apelación en el juicio de Mediatrade ultimando lo establecido en primera instancia.
También implicado con su padre en la investigación de Mediatrade en Roma en 2010 (presunta defraudación fiscal de 20 millones realizada mediante la emisión de facturas falsas por 220 millones), el 16 de febrero de 2012 se solicitó el auto de procesamiento contra Berlusconi y otros directivos de Mediaset pero ya el El 27 de junio, después de la audiencia preliminar, el juez Pierluigi Balestrieri dictó una sentencia de sobreseimiento contra todos los acusados por prescripción (evasión fiscal y violación de las leyes fiscales) por los hechos de 2003 y porque el hecho no existe por los de 2004. La solicitud de apelación fue entonces rechazada por la Sala Tercera de lo Penal de Casación el 6 de marzo de 2013, archivándose la diligencia.